# Voltage (canción)
«Voltage» es una canción del grupo surcoreano Itzy, que fue lanzada el 6 de abril de 2022 por JYP Entertainment y Warner Music Japan. Corresponde a su primer sencillo japonés, llevando además un lado B titulado «Spice».

## Antecedentes y lanzamiento
Tras el lanzamiento de su primer álbum japonés What'z Itzy, publicado en septiembre de 2021 y que contenía las versiones en japonés de sus anteriores sencillos, el 23 de febrero de 2022 las cuentas oficiales del grupo anunciaron el lanzamiento de su primer sencillo para la industria japonesa titulado «Voltage». El sencillo cuenta con un lado B titulado «Spice» y las versiones instrumentales de ambas canciones, ha ser lanzado el 6 de abril de 2022.
Entre el 25 de febrero y el 13 de marzo, fueron publicados pósteres promocionales de cada una de las miembros del grupo.
El lanzamiento fue realizado en cuatro versiones distintas, tres de ellas en formato CD y una cuarta versión que incluyó un DVD con material audiovisual inédito además del vídeo musical de la pista principal.
El vídeo musical de «Voltage» fue lanzado dos semanas antes de la publicación del sencillo en CD, el 22 de marzo de 2022.

## Lista de canciones
| CD / Descarga digital |                          |               |                                                                              |               |          |  |
| N.º                   | Título                   | Letras        | Música                                                                       | Arreglo       | Duración |  |
| 1.                    | «Voltage»                | Mayu Wakisaka | SELAH, Charlotte Wilson, Frankie Day (THE HUB), Ayushy, THE HUB 88 (THE HUB) | SELAH         | 3:41     |  |
| 2.                    | «Spice»                  | D&H           | Kobee, Holy M                                                                | Kobee, Holy M | 3:11     |  |
| 3.                    | «Voltage» (Instrumental) |               | SELAH, Charlotte Wilson, Frankie Day (THE HUB), Ayushy, THE HUB 88 (THE HUB) | SELAH         | 3:41     |  |
| 4.                    | «Spice» (Instrumental)   |               | Kobee, Holy M                                                                | Kobee, Holy M | 3:11     |  |
| 13:45                 |                          |               |                                                                              |               |          |  |

## Historial de lanzamiento
| País  | Fecha              | Formato                           | Sello                                 | Ref.  |
| ----- | ------------------ | --------------------------------- | ------------------------------------- | ----- |
| Japón | 6 de abril de 2022 | CD DVD Descarga digital streaming | JYP Entertainment, Warner Music Japan | [ 5 ] |